# Jerome Ngom Mbekeli
Jerome Ngom Mbekeli (* 30. September 1998 in Yaoundé) ist ein kamerunischer Fußballspieler.

## Karriere

### Vereine
Ngom Mbekeli begann in der Jugend der Ecole De Football Des Brasseries Du Cameroun, in der auch Samuel Eto’o ausgebildet wurde, mit dem Fußballspielen. Noch als Jugendlicher schloss er sich APEJES de Mfou an. 2016 rückte er in die erste Mannschaft auf, für die er bis 2018 zwei Spielzeiten in der Elite One aktiv war.
Nach einer Saison beim tschechischen Zweitligisten MFK Vyškov wurde er 2019 für ein Jahr in die USL Championship zu den Swope Park Rangers, dem Reserveteam des US-amerikanischen Franchise Sporting Kansas City, ausgeliehen.
Nach einem weiteren Jahr in der USL bei San Diego Loyal kehrte Ngom Mbekeli nach Kamerun zu seinem Heimatverein APEJES zurück. Zu Beginn der Saison 2022/23 wechselte er zum Ligakonkurrenten Colombe Sportive.

### Nationalmannschaft
Sein Debüt für die kamerunische Nationalmannschaft gab Ngom Mbekeli am 4. September 2022 beim 2:0-Sieg im Qualifikationsspiel zur afrikanischen Nationenmeisterschaft 2023 gegen Äquatorialguinea.
Anlässlich der Fußball-Weltmeisterschaft 2022 in Katar nominierte ihn Nationaltrainer Rigobert Song für das kamerunische Aufgebot.